# مانوئل پراست
مانوئل پراست (انگلیسی: Manuel Prast; تاریخ ورودی نامعتبر است – ۱ دسامبر ۱۹۷۳) بازیکن فوتبال اهل اسپانیا بود.
از باشگاه‌هایی که در آن بازی کرده‌است می‌توان به باشگاه فوتبال رئال سوسیداد و باشگاه فوتبال رئال مادرید اشاره کرد.